# Goleńczyk szczupły
Goleńczyk szczupły  (Dirrhagofarsus attenuatus) – gatunek chrząszcza z rodziny goleńczykowatych i podrodziny Melasinae. Występuje w środkowej i wschodniej części Europy. Saproksylobiont topoli osiki. Przechodzi rozwój z hipermetamorfozą. Relikt lasów pierwotnych, związany z siedliskami cienistymi i wilgotnymi. W zależności od kraju uznawany za krytycznie zagrożony lub zagrożony wyginięciem.

## Taksonomia
Gatunek ten opisany został po raz pierwszy w 1845 roku przez Friedricha Wilhelma Mäklina pod nazwą Hypocoelus attenuatus. Później klasyfikowany był w rodzajach: Hylis i Rhacopus. W 1975 roku Aldo Olexa utworzył nowy rodzaj Attenuorhagus, w którym został on gatunkiem typowym. Takson ten traktowany był także jako podrodzaj w obrębie Rhacopus. Rodzaj Dirrhagofarsus utworzony został w 1935 roku przez Edmonda Jean-Baptiste’a Fleutiaux jako monotypowy, dla gatunku znanego wcześniej jako Microrhagus lewisi. W 1993 roku Jyrki Muona zsynonimizował Attenuorhagus z Dirrhagofarsus, włączając tym samym doń goleńczyka szczupłego. Pierwszego formalnego opisu stadiów rozwojowych tego gatunku dokonał w 1989 roku Bolesław Burakowski na podstawie okazów z Puszczy Białowieskiej.
Goleńczyk szczupły tworzy z innymi gatunkami kryptycznymi kompleks gatunków bliżniaczych o zasięgu transpalearktycznym.

## Morfologia

### Owad dorosły

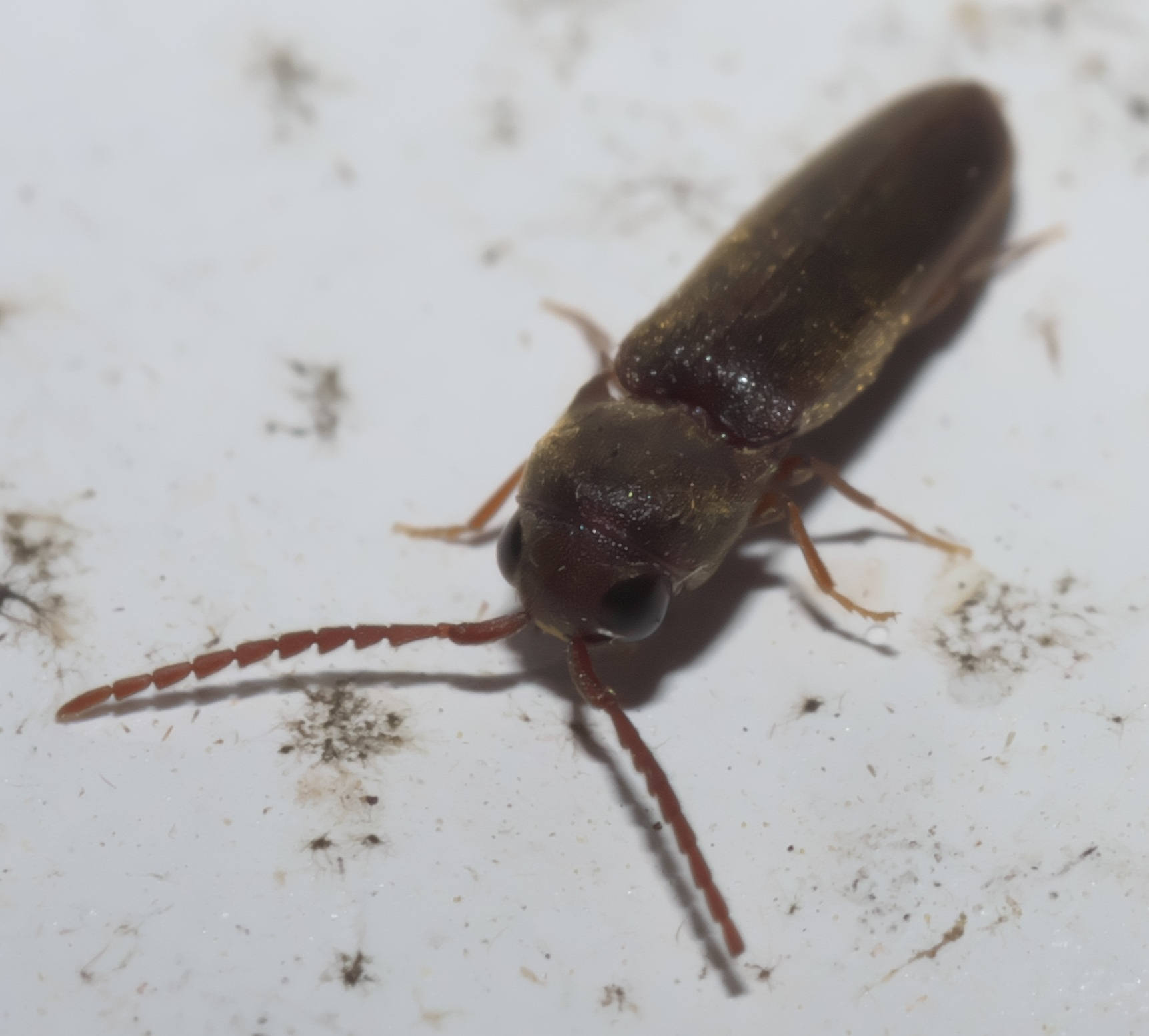
Pokrewny Dirrhagofarsus ernae

Chrząszcz o wydłużonym, najszerszym na wysokości przedplecza i dalej stopniowo się zwężającym ciele długości od 5 do 6,5 mm. Ubarwienie ma brunatnawe do czarnobrunatnego, zwykle z rozjaśnieniami na brzegach przedplecza przednim i tylnym oraz nasadzie i szwie pokryw. Barwa czułków, głaszczków i odnóży jest rudożółta.
Głowa jest kulistawa, o czole między oczami niemal takiej szerokości jak pierwszy człon czułków. Boczne kile na czole są słabo rozwinięte i pozbawione grzebieniastych mikrowłosków. Oczy złożone są duże, a na ich przednich brzegach leżą głębokie dołeczki o funkcji zmysłowej. Czułki są długie, piłkowane, osadzone w zagłębieniach na czole i wykazują dymorfizm płciowy – u samca ich człony od trzeciego do jedenastego są znacznie dłuższe, a u samicy nieco dłuższe niż ich szerokość.
Przedtułów ma bruzdy czułkowe o gładkich dnach i nierozszerzonych końcach tylnych. Przedplecze ma powierzchnię z ziarenkowatą rzeźbą, przednią krawędź zaokrągloną i zaopatrzoną w zagiętą na wysokości oczu i zanikającą w przedniej części przedtułowia listewkę, a tylne kąty z niezbyt wyniesionym i tępym kilem. Szerokość przedplecza jest trochę większa niż jego długość. Kształt tarczki jest trójkątny z zaokrąglonym kątem tylnym. Na rzeźbę pokryw składają się punktowane rzędy i poprzecznie marszczone międzyrzędy – w częściach przyszwowo-wierzchołkowych te pierwsze ulegają pogłębieniu, a te drugie kilowatemu wyniesieniu. Episternity i epimeryty śródtułowia zlane są ze sobą. Episternity zatułowia są bardzo wąskie i mają niemal równoległe boki. Odnóża mają smukłe golenie i stopy oraz niezmodyfikowane pazurki. W tylnej ich parze uda mają nierozszerzone wierzchołki, a stopy mają człon pierwszy, który jest półtora raza dłuższy niż człony od drugiego do czwartego razem wzięte.
Odwłok ma widoczne sternity (wentryty) stożkowate, a ostatni z nich o zwężonym, ostro wystającym szczycie i gęsto punktowanej, ale nieziarenkowanej powierzchni. Ósmy segment odwłoka samicy ma beleczkę na sternicie sześciokrotnie dłuższą niż na tergicie. Narządy rozrodcze samicy cechują się beleczkami podporowymi dziewięć razy dłuższymi od płytek genitalnych. Pokładełko jest silnie wydłużone i słabo zesklerotyzowane.
Samiec ma edeagus 3,5 raza dłuższy od fallobazy, grzbietobrzusznie spłaszczony, o płacie środkowym (prąciu) u szczytu rozdwojonym. Endofallus jest wydłużony i pokryty drobnymi kolcami. Paramery są nieprzyrośnięte do płytki wentralnej, smukłe, silnie zwężone w częściach wierzchołkowych, porośnięte krótkimi szczecinkami.

### Stadia rozwojowe

#### Trójpazurkowiec
Larwą pierwszego stadium jest trójpazurkowiec. Ma wydłużone, prawie walcowate, ale lekko spłaszczone ciało długości od 1 do 1,3 mm, pokryte słabo zesklerotyzowanym, białawym (żółtawym na przedzie głowy) oskórkiem. Głowa jest znacznie dłuższa niż szeroka, głęboko wciągnięta w wyraźnie szerszy od niej przedtułów. Na jej przednim końcu osadzone są smukłe żuwaczki z trzema parami ząbków, z których te wierzchołkowe są wyraźnie silniejsze od pozostałych. Umieszczone na bokach czułki są dwuczłonowe – szerszy człon nasadowy ma stożkowaty narząd zmysłowy. Tułów zajmuje ćwierć długości ciała, a przedtułów jest dwukrotnie dłuższy niż szeroki. Odnóża są dobrze wykształcone, dość szeroko rozstawione, czteroczłonowe, o smukłych stopogoleniach zwieńczonych ostrymi i zakrzywionymi pazurkami. Z każdego krętarza wyrasta długa nić sięgająca poza szczyt odnóża. Po parze przetchlinek znajduje się na śródtułowiu i segmentach odwłokowych od pierwszego do ósmego. Stożkowaty dziewiąty segment odwłoka ma kilka łusek i parę nitkowatych urogomfów na wierzchołku oraz rząd trójkątnych kolców na sternicie.

#### Larwy beznogie
Larwa drugiego stadium ma wydłużone, prawie walcowate ciało długości od 1,8 do 2 mm. W przeciwieństwie do trójpazurkowca jest całkiem beznoga. Głowę ma poprzeczną. Na jej przednim końcu osadzone są smukłe żuwaczki z trzema parami ząbków, z których te wierzchołkowe są wyraźnie silniejsze od pozostałych, a te drugiej pary najmniejsze. Na wierzchu i spodzie tułowia widoczne są dwa podłużne, żółtawe skleromy. Przy przednich krawędziach segmentów tułowia występują łuski skierowane w przód, a przy tylnych – skierowane w tył. Spośród dziewięciu par przetchlinek te na śródtułowiu są większe od odwłokowych. Stożkowaty dziewiąty segment odwłoka oraz jego urogomfy są krótsze w stosunku do ciała niż u trójpazurkowca.
Larwa trzeciego stadium osiąga od 4 do 5 mm długości i pozbawiona jest nici na szczycie odwłoka. Jej żuwaczki przybierają formę ukośnie poprzeczną, a ząbek drugiej i trzeciej pary zlewają się na nich w jeden szeroki i rozdwojony na szczycie ząb.
Larwy czwartego i piątego (przedostatniego i ostatniego) stadium nie różnią się od siebie poza rozmiarami – w pierwszym przypadku jest to od 6 do 7 mm, a w drugim od 14 do 16 mm. Ciało jest niemal walcowate, tylko trochę spłaszczone, ubarwione białożółto z silniej zesklerotyzowanymi rejonami (tj. głową, skleromami, przetchlinkami i końcem odwłoka) rudobrązowymi do ciemnobrązowych. Głowa jest spłaszczona, trójkątnawa w zarysie, częściowo wciągnięta w przedtułów, pozbawiona oczu i o krótkich czułkach. Żuwaczki są płaskie, szersze niż dłuższe, półkoliste, wyposażone w dwa ząbki każda: ostry szczytowy i tępy tylny. Przedtułów jest najszerszym segmentem ciała i ma maczugowate skleromy na przedpleczu oraz Γ-kształtne skleromy na spodzie. Po parze przetchlinek znajduje się na śródtułowiu i segmentach odwłokowych od pierwszego do ósmego, natomiast przetchlinki zatułowia są drobne i niefunkcjonalne. Dziewiąty segment odwłoka jest niemal trapezowaty z wyokrąglonym wierzchołkiem. Na spodzie tegoż segmentu występuje wykrojenie, w którym leżą trójkątne kolce.

#### Poczwarka
Podługowato-owalna poczwarka ma około 7 mm długości i 2,3 mm szerokości. Początkowo jest ona biaława, jednak z czasem ciemnieje do barwy brązowej. Głowę ma niemal kulistą, o nitkowatych czułkach i gęsto owłosionym ciemieniu, od góry nakrytą prawie trapezowatym przedpleczem. Śródplecze i zaplecze również są prawie trapezowate. Pokrywy i skrzydła przechodzą skośnie przez boki ciała na jego stronę spodnią, dosięgając piątego sternum odwłoka. Żuwaczki, głaszczki i długie odnóża są dobrze widoczne i wyodrębnione. Odwłok ma dziewięć widocznych segmentów o silnie wystających częściach bocznych (pleurach). U samca narządy rozrodcze osłania położona we wcięciu ósmego sternitu gonoteka, spod której wystają tylko wierzchołki prącia i paramer. U samicy ósmy sternit ma parę mięsistych wyrostków i płat środkowy nakrywający gonostyliki i pokładełko.

## Ekologia i biologia

### Siedlisko
Owad ten zamieszkuje stosunkowo żyzne, liściaste lub mieszane lasy pierwotne. Muszą one być wilgotne lub bagienne, a ich naturalny charakter utrzymany niezmiennie od czasów przedhistorycznych. W takich drzewostanach zasiedla on stanowiska cieniste i silnie wilgotne, szczególnie z wodą utrzymującą się na powierzchni gruntu. Jest saproksylicznym stenobiontem. Do rozwoju wymaga wilgotnego, miękkiego próchna topoli osiki.

### Cykl życiowy
Kopulacja następuje wyłącznie, gdy samica jest w ruchu i trwa od 2 do 3 minut. Obserwowana była w czerwcu. Składanie jaj ma miejsce późną wiosną lub wczesnym latem. Rozwój przebiega z nadprzeobrażeniem. Pierwsze stadium larwalne to trójpazurkowiec zaopatrzony w długie odnóża i długie urogomfy. Nie pobiera on pokarmu i ma zdolność aktywnego przemieszczania się w płynnym środowisku, występującym między cząstkami gnijącego próchna. Drugie stadium jest już beznogie, ale ma zachowane urogomfy, choć krótsze. Ono również występuje w środowisku płynnym. Kolejne stadia są beznogie, pozbawione urogomfów i bytują już w stałym środowisku butwiejącego drewna. Rozwój larwalny trwa do jesieni. Wówczas to w pełni wyrośnięte larwy formują komory poczwarkowe i w nich zimują. Do przepoczwarczenia dochodzi w drugiej połowie maja drugiego roku cyklu. Imagines ukazują się w czerwcu i obserwowane bywają na próchniejących pniach i konarach osiki leżących na gruncie lub częściowo zanurzonych w wodzie.

### Zachowanie
Zaniepokojone owady dorosłe mają zdolność wykonywania skoków po przekręceniu się na grzbiet. Po wykonaniu skoku lądują na grzbiecie z podgiętymi odnóżami i czułkami, przebywając w tej pozycji nawet do 10 minut. Następnie przekręcają się na brzuch za pomocą odnóży i czułków, a gdy to zawiedzie oddają kolejne skoki na wysokość 20–60 mm (im twardsze podłoże tym większą).

## Rozprzestrzenienie
Gatunek reliktowy, współcześnie ograniczony do nielicznych, izolowanych stanowisk w środkowej i wschodniej części Europy. Znany jest z Austrii, Węgier, Czech, Polski, południowej części Finlandii, rosyjskiej Karelii, Chorwacji i Rumunii. Wszędzie jest skrajnie rzadki.
W Polsce odnotowany został tylko na trzech stanowiskach: w dwóch miejscach w Puszczy Białowieskiej – w jednym odkryto go w 1959 roku, a w drugim w 1990 roku oraz w okolicy Krotoszyna, gdzie znaleziono go w 2014 roku. W 1913 roku doniesiono o jego znalezieniu na Roztoczu, ale prawdopodobnie w wyniku błędnego oznaczenia okazu.

## Zagrożenie i ochrona
Goleńczyk szczupły według kryteriów Międzynarodowej Unii Ochrony Przyrody (IUCN) jest gatunkiem zagrożonym wyginięciem (EN) w skali Unii Europejskiej i umieszczony został na „Europejskiej czerwonej liście chrząszczy saproksylicznych”. W skali ogólnoświatowej IUCN umieszcza go w kategorii gatunków zagrożonych o niewystarczającym stopniu przebadania (DD – Data Deficient). Umieszczony został jako gatunek krytycznie zagrożony (CR) wyginięciem zarówno w „Polskiej czerwonej księdze zwierząt”, na „Czerwonej liście zwierząt ginących i zagrożonych w Polsce”, jak i na „Czerwonej liście gatunków zagrożonych Republiki Czeskiej”. W Finlandii klasyfikowany jest jako gatunek zagrożony wyginięciem (EN). Nie jest objęty ochroną gatunkową w żadnym kraju.
Głównym zagrożeniem dla tego chrząszcza jest utrata siedlisk, wskutek usuwania martwych i obumierających drzew, zarówno z drzewostanów gospodarczych, jak i z obszarów objętych ochroną częściową, a tym bardziej przebudowy lasów pierwotnych na gospodarcze. Ponadto zagraża mu obniżanie się poziomu wód gruntowych prowadzące do osuszania siedlisk podmokłych w lasach. Liczebność jego populacji w Polsce ocenia się na skrajnie niską, a jej trend na malejący. Dla przetrwania wymagałby objęcia ochroną ścisłą lasów podmokłych i żyznych, w których go stwierdzono, oraz zaniechania w ich pobliżu działalności mogącej powodować obniżenie poziomu wód gruntowych. Spośród trzech stanowisk polskich tylko jedno objęte jest ochroną ścisłą.